# Kalumburu
|                       | Jan   | Feb   | Mär   | Apr  | Mai  | Jun  | Jul  | Aug  | Sep  | Okt  | Nov  | Dez   |   |      |
| Mittl. Tagesmax. (°C) | 34,3  | 33,0  | 33,5  | 34,5 | 33,4 | 31,5 | 32,0 | 33,5 | 35,5 | 37,2 | 37,4 | 35,1  | ⌀ | 34,2 |
| Mittl. Tagesmin. (°C) | 24,5  | 24,5  | 23,6  | 21,3 | 16,6 | 13,8 | 13,6 | 14,5 | 19,3 | 23,0 | 24,9 | 25,0  | ⌀ | 20,4 |
|                       |       |       |       |      |      |      |      |      |      |      |      |       |   |      |
| Niederschlag (mm)     | 289,2 | 294,3 | 268,0 | 43,9 | 6,8  | 1,5  | 0,5  | 0,2  | 2,9  | 30,7 | 71,2 | 206,8 | Σ | 1216 |
|                       |       |       |       |      |      |      |      |      |      |      |      |       |   |      |
| Regentage (d)         | 18,6  | 19,5  | 18,1  | 7,6  | 0,9  | 0,6  | 0,5  | 0,6  | 0,7  | 3,3  | 9,6  | 14,9  | Σ | 94,9 |

| 24,5 |

| 24,5 |

| 23,6 |

| 21,3 |

| 16,6 |

| 13,8 |

| 13,6 |

| 14,5 |

| 19,3 |

| 23,0 |

| 24,9 |

| 25,0 |

| 24,5 |

| 24,5 |

| 23,6 |

| 21,3 |

| 16,6 |

| 13,8 |

| 13,6 |

| 14,5 |

| 19,3 |

| 23,0 |

| 24,9 |

| 25,0 |

Der Ort Kalumburu, der am 15. August 1908 als Aborigines-Missionsstation Drysdale River Mission gegründet wurde, wurde auch Napier Broome Bay Mission und Pago Mission genannt. Kalumburu ist die nördlichst gelegene Aborigines-Siedlung im Bundesstaat Western Australia und hat etwa 410 Einwohner. In dem Ort leben die Stämme der Aborigines der Wunambal und Kwini. Der Ort ist 636 Kilometer von Derby und 550 Kilometer von Wyndham entfernt und über die Gibb River Road und Kalumburu Road erreichbar. Die Straße dorthin ist nur in der Trockenzeit mit Allrad-Fahrzeugen befahrbar.
Der Benediktinerorden beschloss im Jahr 1905, eine Mission zu gründen. Diese wurde 1908 nordöstlich des heutigen Ortes aufgebaut. 1926 lebten dort 50 bis 60 Aborigines, darunter auch Kinder der sogenannten Stohlen -Generationen. 1932 kamen drei Benediktiner-Nonnen aus der Aborigines-Mission-New-Norcia mit dem Auftrag dorthin, ein Hospital und eine Schule für Kinder zu gründen. 1934 wurden zehn Kinder in der Missionsschule beschult. Als im Jahr 1937 das Wasser knapp wurde, zogen die Missionare an den Kalumburu Pool am King Edward River.
Als der Zweite Weltkrieg begann, entschied die Regierung Australiens, einen Flugplatz für die Royal Australian Air Force (RAAF) zu bauen. Der Flugplatz sollte als Basis zur Jagd auf U-Boote dienen. In den Kriegsjahren 1943/44 wurde der Flugplatz mehrmals von der Basis der Japaner in Timor aus angegriffen. Es kam zu Schäden sowohl an Flugzeugen und Gebäuden als auch zum Tod von Soldaten und Zivilpersonen.
1951 wurde die Missionsstation der Drysdale River Mission in Kalumburu umbenannt, und die Verwaltung des Gebiets der Kalumburu Aboriginal Corporation übertragen. Da die Entfernung zum nächsten Krankenhaus 568 Kilometer beträgt, wurde im Jahre 2008 ein Krankenhaus gebaut. Dies geschah in Kooperation mit der Australischen Armee und der westaustralischen Gesundheitsbehörde. Für ärztliche Notfälle steht der alte Truscott-Flughafen zur Verfügung.
Da das Gebiet den Ort umgebende Land den Aborigines gehört, muss für die Anfahrt über die Kalumburu Road vorab eine Erlaubnis eingeholt werden. Die einzige Station auf dem Weg zur Versorgung mit Benzin und anderen Gütern ist Drysdale River Homestead, wo Wohnwagen verbleiben müssen, da nur Camping in dem Gebiet erlaubt ist.
Im Fluss King Edward Gorge, der in den Indischen Ozean mündet, kann gefischt werden, wobei auf die Süßwasser-Krokodile geachtet werden muss. Im Gebiet um Kalumburu befinden sich zahlreiche bedeutsame Werke der Aborigine-Kunst.